# Italian Football League 2008
L'Italian Football League 2008 è stata la 1ª edizione del campionato di football americano organizzato dalla IFL. La regular season è iniziata il 29 marzo e si è conclusa il 22 giugno.

## Stagione regolare
- PCT = percentuale di vittorie, G = partite giocate, V = partite vinte, P = partite perse, PF = punti fatti, PS = punti subiti
- La qualificazione ai play-off è indicata in verde

| Pos. | Squadra            | PCT   | G  | V  | P | PF  | PS  |
| ---- | ------------------ | ----- | -- | -- | - | --- | --- |
| 1    | Giants Bolzano     | 1.000 | 10 | 10 | 0 | 451 | 187 |
| 2    | Lions Bergamo      | 800   | 10 | 8  | 2 | 380 | 226 |
| 3    | Panthers Parma     | 800   | 10 | 8  | 2 | 338 | 215 |
| 4    | Elephants Catania  | 600   | 10 | 6  | 4 | 502 | 437 |
| 5    | Doves Bologna      | 500   | 10 | 5  | 5 | 264 | 292 |
| 6    | Rhinos Milano      | 400   | 10 | 4  | 6 | 260 | 291 |
| 7    | Corsari Palermo    | 200   | 10 | 2  | 8 | 235 | 393 |
| 8    | Dolphins Falconara | 100   | 10 | 1  | 9 | 132 | 321 |
| 9    | Sharks Palermo     | 100   | 10 | 1  | 9 | 175 | 375 |

## Playoff
|  | Semifinali | Semifinali        | Semifinali |               |    | I Italian Superbowl | I Italian Superbowl | I Italian Superbowl |  |
|  |            |                   |            |               |    |                     |                     |                     |  |
|  | 1          | Giants Bolzano    | 49         |               |    |                     |                     |                     |  |
|  | 1          | Giants Bolzano    | 49         |               |    |                     |                     |                     |  |
|  | 4          | Elephants Catania | 20         |               |    |                     |                     |                     |  |
|  | 4          | Elephants Catania | 20         |               | 1  | Giants Bolzano      | 54                  |                     |  |
|  |            |                   |            |               | 1  | Giants Bolzano      | 54                  |                     |  |
|  |            |                   | 2          | Lions Bergamo | 56 |                     |                     |                     |  |
|  | 2          | Lions Bergamo     | 2          | Lions Bergamo | 56 | 48                  |                     |                     |  |
|  | 2          | Lions Bergamo     |            |               |    |                     |                     |                     |  |
|  | 3          | Panthers Parma    | 35         |               |    |                     |                     |                     |  |

### Semifinali
- Bergamo, 5 luglio 2008:  Lions Bergamo (2) -  Panthers Parma (3) 48-35 (13-14, 6-0, 15-7, 14-14)
- Bolzano, 6 luglio 2008:  Giants Bolzano (1) -  Elephants Catania (4) 49-20 (14-6, 14-6, 7-8, 14-0)

### I Italian Superbowl
La partita finale, chiamata I Italian Superbowl, è stata giocata il 19 luglio a San Giovanni in Marignano e ha visto la vittoria dei Lions Bergamo sui Giants Bolzano per 56 a 54.
- Lions Bergamo campioni d'Italia IFL 2008 e qualificati all'Eurobowl 2009.
- Giants Bolzano qualificati all'Eurobowl 2009